# Louis-Alexandre de Bourbon, prince de Lamballe

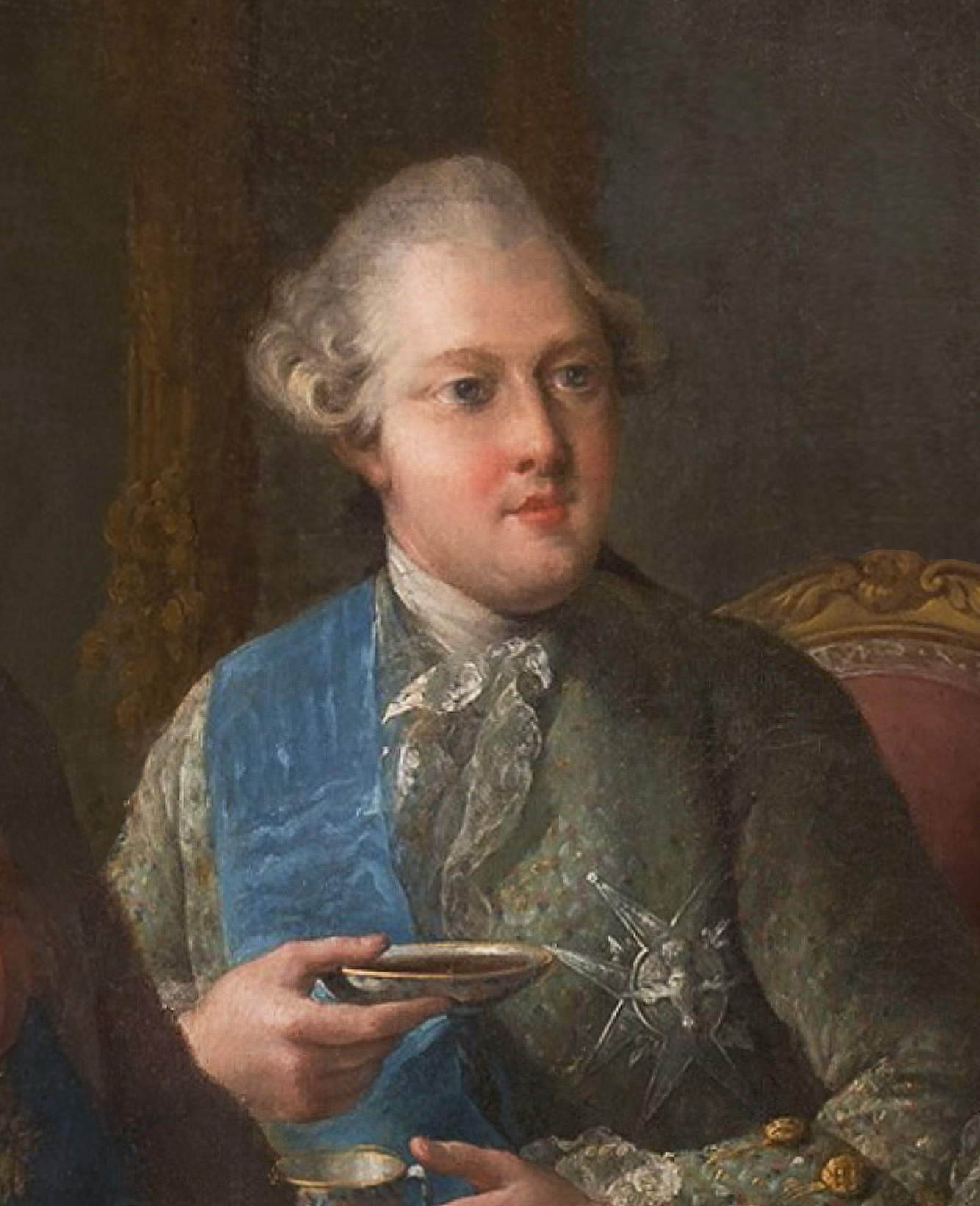
Louis-Alexandre de Bourbon

Louis Alexandre Stanislas de Bourbon, prince de Lamballe (* 6. September 1747 in Paris; † 6. Mai 1768 in Louveciennes) war ein Fürst aus dem Hause Bourbon und somit Mitglied der französischen königlichen Familie.

## Kindheit
Louis Alexandre Stanislas de Bourbon wurde im Hôtel Toulouse in Paris als Sohn von Louis Jean Marie de Bourbon, duc de Penthièvre (1725–1793) und Maria Teresa Felicita d’Este (1726–1754), der Tochter des Herzogs Franz III. von Modena, geboren. Ludwig XIV. war sein Urgroßvater. Louis-Alexandre erreichte als einziger Sohn seiner Eltern das Erwachsenenalter. Seine Mutter verstarb mit 27 Jahren, als er sieben Jahre alt war. Er wuchs zusammen mit seiner Schwester Louise Marie Adélaïde auf den Gütern des Vaters auf.

## Leben
Im Januar 1767 heiratete er Marie Louise von Savoyen, Mademoiselle de Carignan, eine Prinzessin aus der Nebenlinie des Hauses Savoyen, die aufgrund ihrer Schönheit und Frömmigkeit als Braut für den Prinzen ausgewählt worden war. Sein Vater erhoffte sich von seiner charmanten Schwiegertochter einen besänftigenden Einfluss auf den jungen Lebemann. Die Hochzeitsfeierlichkeiten dauerten eine ganze Woche und waren luxuriös gestaltet. Aber bereits nach drei Monaten nahm Louis Alexandre Stanislas de Bourbon sein Junggesellenleben wieder auf. Zeitweise lebte er in Paris mit der Schauspielerin Marie-Anne de Lachassaigne zusammen und verkaufte den Schmuck seiner Ehefrau, um seine exorbitanten Schulden zu begleichen.

## Früher Tod
Im Alter von 20 Jahren erlag Louis Alexandre Stanislas de Bourbon am 6. Mai 1768 um 8.30 Uhr im Château de Louveciennes im Beisein seiner Frau und seines Vaters einer fortgeschrittenen Geschlechtskrankheit. Aufgrund seines Todes trugen alle Gerichte im Königreich Frankreich 10 Tage Trauer. Dies war eine besondere Gunstzuweisung, die jedoch dem Sohn eines französischen Pairs würdig war.
Der allzu frühe Tod des Prince de Lamballe führte dazu, dass das ungeheure Vermögen seines Vaters (er war der reichste Privatmann Frankreichs) über seine Schwester durch Erbfolge an das Haus Orléans fiel.